# Joël Jeannot
Joël Jeannot (Saint-Joseph, Francia; 23 de septiembre de 1965) es un corredor olímpico en silla de ruedas y activista de handisport francés.

## Carrera
A partir de 2007 comenzó a competir en handbikes, ganando muchos campeonatos franceses y varios campeonatos mundiales de parapente. 
En los Juegos Olímpicos de 2004, terminó séptimo en el deporte de demostración de  silla de ruedas masculino de 1.500 m. También participó en los Juegos Paralímpicos de Verano de 2004, donde obtuvo el oro en la carrera de 10000 metros y plata en el relevo de 4 × 400 metros. Cuatro años antes, en los Juegos Paralímpicos de 2000, ganó una medalla de oro en el relevo de 4 × 400 metros.  
También ganó la división de sillas de ruedas del Maratón de Londres en 2003 en un tiempo récord y terminó segundo en el Maratón de Boston al año siguiente.
Ganó el Campeonato del Mundo de 2003 en Atletismo en 1500   m.